# Jean Viollet
Jean Viollet (Paris, 3 de fevereiro de 1875 - 26 de dezembro de 1956) foi um padre católico francês, fundador do Œuvres du Moulin Vert. 

## Biografia
Jean Viollet era filho do historiador católico Paul Viollet (1840-1914). Jean Viollet entrou no seminário de Saint-Sulpice, em Issy-les-Moulineaux, em 1895. Ele foi ordenado sacerdote em 20 de outubro de 1901 na capela de Notre-Dame du Rosaire de Plaisance, que precedeu a atual igreja de Notre-Dame du Rosaire. O padre Boyreau, vigário da paróquia de Notre-Dame de Plaisance e diretor das Obras do Rosário, leva o padre Viollet como colaborador e vigário da referida capela, 182 rue de Vanves. Em 1905, foi nomeado vigário em Saint-Augustin ( Paris 8 ) e em 1906 capelão em Saint-Pierre de Mntrouge (14.º arrondissement de Paris) e Nossa Senhora do Trabalho naquele ano. 
Ele fundou as œuvres du Moulin-Vert  : 
- Empresa de Habitação de Trabalhadores (1902), que se tornou Melhoria de Habitação de Trabalhadores em 1909
- Associação de trabalhadores da família Moulin-Vert (1902)
- União funciona de assistência privada, 14.º arrondissement de Paris
- Tropa de batedores do Moulin-Vert
- Empresa pública de habitação de responsabilidade limitada "The family home" (1912)
- União Saint-Pierre-Saint-Paul, etc.

No final da Primeira Guerra Mundial, ele fundou em 1918 a Associação do Casamento Cristão para ensinar aos casais cristãos a modéstia antes do casamento, fidelidade no casamento e fertilidade, a fim de devolver os filhos à pátria sangrada pela guerra. 
Jean Viollet estava em contato com a Resistência Francesa durante a Segunda Guerra Mundial. Foi nomeado "Justo Entre as Nações" em julho de 1992 por causa de sua ajuda na salvação de judeus, escondendo-os até a Libertação. A Square du Chanoine Viollet, perto do Moulin-Vert, lembra sua memória. 
Ele tem sido um especialista em assuntos relacionados à sexualidade dentro da Igreja  . Cento e vinte cartas endereçadas a ele por homens e mulheres que lutam com essas questões foram publicadas em 2006  (ver bibliografia). O livro é a base do filme Monsieur l´Abbé, um curta-metragem de Blandine Lenoir  . 

## Publicações
- De la dignité du pauvre et du respect qui lui est dû, Assistance éducative , (1910).
- Le Travail à domicile et les devoirs de la conscience, Secrétariat de l'Office français du travail à domicile , (1914).
- Le catholicisme et la guerre : conférences données à Saint-Louis-d'Antin, janvier--février 1917 , édition A. Rey, (1917).
- La morale familiale, Association du mariage chrétien (1923).
- Éducation de la pureté et du sentiment, Association du mariage chrétien, (1925).
- L'éducation par la famille, Association du mariage chrétien, (1926).
- La bonne entente conjugale, Bloud et Gay, (1927).
- Pour ou contre la confession ?  : controverse publique entre M.M. l'Abbé Viollet et André Lorulot (organisée par le Groupe "Fructidor"), Editions de l'idée libre, Conflans-Honorine, (1928).
- L'Église et l'amour, controverse publique entre MM. l'abbé Viollet et André Lorulot. Paris, Salle des Sociétés savantes, 5 décembre 1928, Éditions de l'Idée libre , Herblay, (1929).
- La confession, Flammarion, (1929).
- Petit guide du travailleur social, formation morale et méthodes d'actions, Oeuvres sociales et familiales du Moulin-Vert, (1931).
- Pour aimer. [10e conférence à la 5e semaine d'études de la J.O.C. à Enghien, 8-12 août 1930.], les Éditions jocistes, Bruxelles, (1931)
- Les Sanctions en éducation, Éditions Mariage et famille, (1931).
- Le mariage, Association du mariage Chrétien, (1932).
- Pour ou contre l'Église ? Controverse publique à Paris entre MM. l'abbé Viollet et André Lorulot, éditions de l'Idée libre,  Herblay, (1933).
- Vocations de jeunes filles, six entretiens  Préface de S. E. Mgr. Chaptal, éditions Secrétariat des Bernadettes, (1933).
- Ce monde te fait horreur ? Crée-toi ton monde  - conférence organisée par l'Union de libres penseurs et de libres croyants le 26 février 1933, édition du Foyer de l'âme , Bruxelles, (1933).
- Le "Notre Père", retraite prêchée aux membres de l'Union Saint-Pierre-Saint-Paul, Éditions "Mariage et famille , (1934).
- L'enfant devant la vie, B. Grasset, (1935).
- La Loi chrétienne du mariage. Prescriptions et défenses, Éditions "Mariage et famille" , (1936).
- Petit traité du mariage. Les lois du véritable amour, Éditions familiales de France, (1938).
- Valeur spirituelle de l'humilité, Éditions familiales de France , (1939).
- Vocations de jeunes filles - Préface de S. E. Mgr Chaptal, Éditions familiales de France , (1939).
- Quelques principes de vie et d'action chrétienne, Éditions familiales de France , (1940-1941).
- Le Mariage, Association du mariage chrétien, (1941).
- Relations entre jeunes gens et jeunes filles, Association du mariage chrétien , (1942).
- Le Prêtre, ami et conseiller de la famille (coll.), Office de publicité générale, (1943)
- La Sainte Vierge et la Famille, édition familiale de France, (1942).
- Pour aimer. 10e conférence à la 5e semaine d'études de la J.O.C. à Enghien, 8-12 août 1930,  Éditions ouvrières, (1944).
- Un Drame ! L'initiation de la jeunesse aux problèmes de l'amour, Éditions familiales de France , (1946).
- Petit traité d'éducation, Editions familiales de France, (1947). Prix Marcelin Guérin de l'Académie française en 1948
- Relations entre jeunes gens et jeunes filles, Editions familiales de France, (1950).
- La Trinité et les lois de l'homme , édition B. Grasset , (1951).
- Conscience de la féminité...  : Textes réunis par les soins de J. Viollet, Éditions familiales de France , (1954).